# Dixfield (hrabstwo Oxford)
Dixfield – jednostka osadnicza w Stanach Zjednoczonych, w stanie Maine, w hrabstwie Oxford.